# Adonisea majellana
Adonisea majellana är en fjärilsart som beskrevs av Franz Dannehl 1933. Adonisea majellana ingår i släktet Adonisea och familjen nattflyn. Inga underarter finns listade i Catalogue of Life.